# Solenopsidini
Solenopsidini zijn een geslachtengroep van mieren.

## Geslachten
De volgende geslachten worden bij de familie ingedeeld:
- Adlerzia Forel, 1902
- Allomerus Mayr, 1878
- Anillomyrma Emery, 1913
- Bondroitia Forel, 1911
- Carebara Westwood, 1840
- Carebarella Emery, 1906
- Diplomorium Mayr, 1901
- Dolopomyrmex Cover & Deyrup, 2007
- Formosimyrma Terayama, 2009
- †Hypopomyrmex Emery, 1891
- Machomyrma Forel, 1895
- Megalomyrmex Forel, 1885
- Monomorium Mayr, 1855
- Oxyepoecus Santschi, 1926
- †Oxyidris Wilson, 1985
- Pheidologeton Mayr, 1862
- Solenopsis Westwood, 1840
- Tranopelta Mayr, 1866
- Tropidomyrmex Silva, Feitosa, Brandão & Diniz, 2009